# Die Affenpfote
Die Affenpfote (englischer Originaltitel: The Monkey’s Paw) ist eine Kurzerzählung des englischen Autors William Wymark Jacobs (1863–1943). Sie wurde 1902 in seinem Kurzgeschichtenband The Lady of the Barge erstveröffentlicht und gilt als eine der berühmtesten Horror-Kurzgeschichten der englischen Literatur. Sie basiert auf traditionellen Geschichten, in denen einer Person drei Wünsche erfüllt werden, in diesem Fall dem Besitzer eines Talismans in Gestalt einer mumifizierten Affenpfote. Die Erfüllung der Wünsche fordert jedoch einen schrecklichen Preis.

## Inhalt
Die Geschichte beginnt mit dem Besuch eines von Krankheit und Alkohol gezeichneten britischen Kolonialoffiziers, Sergeant Major Morris, bei der Familie eines alten Freundes, Mr. White, in der Laburnum Villa in England. Zufällig kommt das Gespräch auf eine getrocknete Affenpfote, die Morris aus Indien mitgebracht hat. Er behauptet, sie sei von einem berühmten Fakir hergestellt worden, der damit beweisen wollte, dass die Durchbrechung des vorherbestimmten Karmas durch die Erfüllung von persönlichen Wünschen nur Unglück bringen kann. Morris selbst sei nach dem Tod des vorherigen Eigentümers in den Besitz der Pfote gelangt, und nachdem ihm seine drei Wünsche erfüllt worden seien, könne er die Pfote nun weitergeben. Ungeachtet der Warnungen über die verfluchte Natur des Talismans nimmt Mr. White die Pfote an und spricht, ermutigt durch seine Gattin, einen Wunsch aus. Achtlos wünscht er sich, in den Besitz von 200 Pfund Sterling zu kommen. Der Wunsch wird ihm bald auf schreckliche Weise erfüllt. Sein einziger noch lebender Sohn Herbert gerät bei einem Arbeitsunfall in eine laufende Maschine und wird getötet. Als Anerkennungsbetrag erhält Mr. White vom Arbeitgeber 200 Pfund Sterling.
Nach der Beerdigung verfällt das alte Ehepaar in eine teilnahmslose und depressive Lebensweise. Eines Nachts wird Mrs. White jedoch von einem plötzlichen Einfall ergriffen. Sie bittet ihren Ehemann flehentlich, einen zweiten Wunsch auszusprechen: die Rückkehr ihres Sohnes ins Leben. Mr. White zögert zunächst, aber erneut gibt er dem Drängen seiner Frau nach und spricht den Wunsch aus. Zunächst geschieht nicht das Geringste, und das niedergeschlagene Ehepaar begibt sich enttäuscht wieder zu Bett. Erst später hören sie, wie plötzlich jemand an die Haustür klopft. Mrs. White ist überzeugt, dass es sich hierbei nur um ihren Sohn handeln kann (der eine gewisse Weile gebraucht haben muss, um die Strecke vom Friedhof zum Haus zurückzulegen), und läuft zur Haustür, außer sich vor Freude. Mr. White hingegen (der, anders als seine Frau, den Leichnam vor der Beerdigung noch gesehen hat), wird von Grauen erfasst. Im letzten Moment greift er nach der Affenpfote und spricht seinen dritten Wunsch aus. Als seine Frau die Tür aufreißt, ist auf der leeren Straße niemand zu sehen.

## Interpretation und Wirkung
Die unheimliche und Grauen erregende Wirkung von Jacobs Kurzgeschichte basiert auf dem meisterhaften Umgang mit Andeutungen und Hinweisen, die durch ihre Vagheit und Unbestimmtheit die Vorstellungskraft des Lesers anregen. So werden die Wünsche der Vorbesitzer der Affenpfote nicht genannt, sondern nur ihre möglichen Auswirkungen angedeutet, nämlich in Form eines Todesfalls (Selbstmord?) und Morris’ eigentümlicher Gleichgültigkeit (Lebensüberdruss?). Auch wird Herberts Tod nicht beschrieben. Nur durch den (tatsächlich sehr zurückhaltenden) Bericht eines Firmenvertreters drängt sich dem Leser das Bild eines entsetzlichen Unfalls und einer verstümmelten und entstellten Leiche auf. Ebenso wird der Wortlaut des letzten Wunsches nicht enthüllt. Dennoch wird man zu der Vermutung gedrängt, dass Mr. White seinen eigenen, geliebten Sohn wieder in das Reich der Toten zurückbannt und damit wissentlich die letzte Hoffnung seiner Frau zerstört. Letztendlich bleibt unklar, wer (oder was) tatsächlich an die Tür geklopft hat. Alle Ereignisse können somit auch als eine bloße Verkettung von unglücklichen und tragischen Zufällen erklärt werden. Die Interpretation der Ereignisse durch die Protagonisten stellt vielleicht nur eine verhängnisvolle Selbsttäuschung dar (hervorgerufen durch die Angebereien eines Trinkers), genau so wie die Interpretation der Geschichte durch den Leser.
Das Thema der Geschichte hat strukturelle Ähnlichkeit mit den Geschichten um Doktor Faust, in denen es ebenfalls keine Möglichkeit gibt, einen Wunsch in so geschickter Form zu formulieren, dass der Teufel den Wünschenden nicht verderben kann, und vielleicht zu den Geschichten um den Zauberlehrling, der nicht in der Lage ist, die von ihm befreiten Kräfte unter Kontrolle zu halten.
Auch besteht eine Ähnlichkeit zu dem 1831 erschienenen Roman „La Peau de Chagrin“ (dt. Das Chagrinleder) von Honoré de Balzac, in dessen Rahmenhandlung eine gegerbte Eselshaut ebenfalls  drei Wünsche gewährt, deren Erfüllung ihrem Besitzer jeweils einen gravierenden Nebeneffekt beschert. Bereits hier findet sich bei dem ersten ausgesprochenen Wunsch die Zahl 200, der Besitzer wünscht sich nämlich den Betrag von 200.000 französischen Franken.
Eine harmlosere Parallele bilden die zahlreichen Varianten der „Drei-Wünsche-Witze“.

## Adaptionen
- Bereits 1907 wurde ein auf dieser Geschichte basierendes, einaktiges Theaterstück aufgeführt, das noch heute gespielt und im Schulunterricht gelesen wird.
- Im Rahmen der 1985 von der ARD ausgestrahlten Serie Gespenstergeschichten ist die Affenpfote verfilmt worden.[1]
- Eine Hörspielfassung dieser Geschichte erschien 2014 als 88. Episode der Hörspielreihe Gruselkabinett.

## Einfluss auf andere Werke
- In einer Episode der Fernseh-Serie über die Pop-Gruppe The Monkees (zwischen 1965 und 1968) verkauft ein Nachtclub-Magier der Band eine verfluchte Affenpfote, um sich dafür zu rächen, dass die Bandmitglieder ihn zuvor unwissentlich um seine Anstellung gebracht haben.
- Die Episode "Drei Wünsche" ("Wish You Were Here") im Film Geschichten aus der Gruft von 1972 stellt eine Bearbeitung des Themas dar.
- Ebenso beruht der Roman Friedhof der Kuscheltiere von 1983 des bekannten Horror-Autors Stephen King auf derselben Prämisse: Nach dem Verlust eines geliebten Wesen wünscht man es sich zurück. Zuvor hatte King die Geschichte bereits in seinem Roman Dead Zone – Das Attentat und in der Novelle Apt Pupil erwähnt, der zur Vorlage des Films Der Musterschüler wurde.
- Die Horrorfilmreihe Wishmaster, beginnend mit Wes Craven’s Wishmaster, handelt von einem bösartigen Dschinn, der seinem jeweiligen Meister drei Wünsche erfüllen muss und dies stets auf verhängnisvolle Weise tut.
- Die Affenpfote war ebenfalls das Thema eines gleichnamigen, humorvollen Liedes auf dem Album Strange Angels der Pop-Sängerin Laurie Anderson von 1989.
- Der deutsche Humorist Heinz Erhardt hat die Geschichte zu einer Ballade mit dem Titel Fünfzig Pfund verarbeitet; der Untertitel lautet Eine alt-englische Moritat. Hier ist die Affenpfote ein Ring, und die Handlung beschränkt sich auf den ersten Wunsch mit dem Geld und dem Todesfall des Sohnes.
- Eine der Episoden aus der zweiten Halloween-Sondersendung der Zeichentrick-Reihe Die Simpsons (Treehouse of Horror II) trägt denselben Namen und stellt eine Parodie dieser Geschichte dar.
- In der Fernsehserie Buffy – Im Bann der Dämonen versucht Buffys Schwester Dawn, ihre Mutter nach deren Tod mit Hilfe magischer Praktiken wieder ins Leben zurück zu rufen. Das Ergebnis wird sehr ähnlich wie das Ende der „Affenpfote“ geschildert.
- In der Episode Je Souhaite der Fernseh-Serie Akte X tritt ein weiblicher Dschinn auf, der jedem Besitzer eines magischen Teppichs die Erfüllung von drei Wünschen verspricht. Die Ergebnisse stellen im besten Fall eine ironische Wendung des Wunsches dar, im schlimmsten Fall sind sie bösartig. Zum Beispiel findet sich der Protagonist Fox Mulder nach seinem Wunsch nach „Friede auf Erden“ in einer leblosen Welt wieder, die keinen Bewohner mehr hat außer ihm selbst.
- In dem Computer-Spiel Die Sims 2 kann der Spieler, der Couch suchen auswählt, während er auf einem Sofa sitzt, eine „Mysteriöse Zombie Affenpfote“ finden.
- Im Kapitel Suruga Monkey des Romans Bakemonogatari wünscht die Titelheldin zu einer Pfote schneller laufen zu können, um ein Wettrennen zu gewinnen. Als am nächsten Tag ihre vier einzigen Konkurrenten fehlen, da diese zusammengeschlagen worden sind, geht sie davon aus, dass das eine „Affenpfote“ war, die den Wunsch gegen ihre Intention verzerrt hat. Tatsächlich aber ist die Pfote ein Teufel, der ihre Wünsche nicht wie sie geäußert werden, sondern getreu so, wie sie gemeint sind, umsetzt.
- In der Serie ×××HOLiC dreht sich die achte Episode ebenfalls um eine Affenpfote.
- Im Computerspiel Pirate101 des Entwicklers Kingsisle Entertainment ist die Affenpfote ebenfalls zu finden. In einer der mehreren zu besuchenden Welten ist die Affenpfote ein Relikt, das der Spieler suchen muss. Dabei werden ihm Prüfungen gestellt, die an den Film Indiana Jones und der letzte Kreuzzug erinnern. Diese Affenpfote wurde von den Valvida-Brüdern gefunden, jedoch erlitten sie Schiffbruch und konnten nicht mehr nach Hause zurück. Um ihr Überleben zu sichern, sahen die Brüder keinen anderen Weg, als die Pfote zu benutzen, was jedoch schreckliche Folgen hatte. So wünscht sich einer der Brüder beispielsweise etwas zu essen, woraufhin in der Umgebung Pflanzen sprießen. Jedoch existieren diese, um zu essen, nicht um gegessen zu werden, was zum Tode einiger Soldaten der Brüder führt. Aufgabe des Spielers ist es nun, drei Schlüssel zu erobern, die sich in den Händen von zweien der Valvida-Brüder befinden, die durch ihre Wünsche in Monster verwandelt wurden, um schließlich dem letzten der Brüder in einer letzten Prüfung gegenüberzutreten.
- In dem Film Wonder Woman 1984 wird ein Artefakt gefunden, welches Wünsche erfüllt. In diesem Zusammenhang wird mehrfach auf die Geschichte der Affenpfote verwiesen und darauf, dass jeder Wunsch einen Preis bzw. eine Begleiterscheinung habe.
- Eine humorvolle Variante dieses Themas stellen der Film "Mephisto '68" (1967) und dessen Neuverfilmung "Teuflisch" (2000) dar, in welchen der Teufel dem Protagonisten im Tausch für dessen Seele sieben Wünsche gewährt, die für diesen stets mit großen Nachteilen verbunden sind.
- Im zweiten Teil von Benedict Jackas Fantasy-Romanserie Alex Verus spielt eine Affenpfote eine wichtige Rolle.

## Ausgaben
- Die Affenpfote (The Monkey’s Paw). Aus dem Englischen von Dr. Heiko Postma. Hannover : Jmb, 2014. ISBN 978-3-944342-50-4.